# 瓦爾特斯峰
瓦爾特斯峰（英語：Walters Peak）是南極洲的山峰，位於瑪麗伯德地，處於威斯康辛山脈北坡，海拔高度2,430米，美國地質調查局根據測量和美國海軍拍攝的空中照片繪入地圖，現時由南極條約體系管理。